# Abersoch
Abersoch är en ort i Storbritannien.   Den ligger i kommunen Gwynedd och riksdelen Wales, i den sydvästra delen av landet, 300 km väster om huvudstaden London. Abersoch ligger 13 meter över havet och antalet invånare är 910.
Terrängen runt Abersoch är platt söderut, men åt nordväst är den kuperad. Havet är nära Abersoch åt sydost.  Närmaste större samhälle är Pwllheli, 9,5 km nordost om Abersoch. 